# Diogmites litoralis
Diogmites litoralis là một loài ruồi trong họ Asilidae. Diogmites litoralis được Curran miêu tả năm 1930. Loài này phân bố ở vùng Tân nhiệt đới.